# Albiano d'Ivrea
Albiano d'Ivrea es una localidad y comune italiana de la provincia de Turín, región de Piamonte, con 1.741 habitantes.

## Evolución demográfica
| Gráfica de evolución demográfica de Albiano d'Ivrea entre 1861 y 2001 |
|                                                                       |
| fuente ISTAT - elaboración gráfica por Wikipedia                      |

## Imágenes

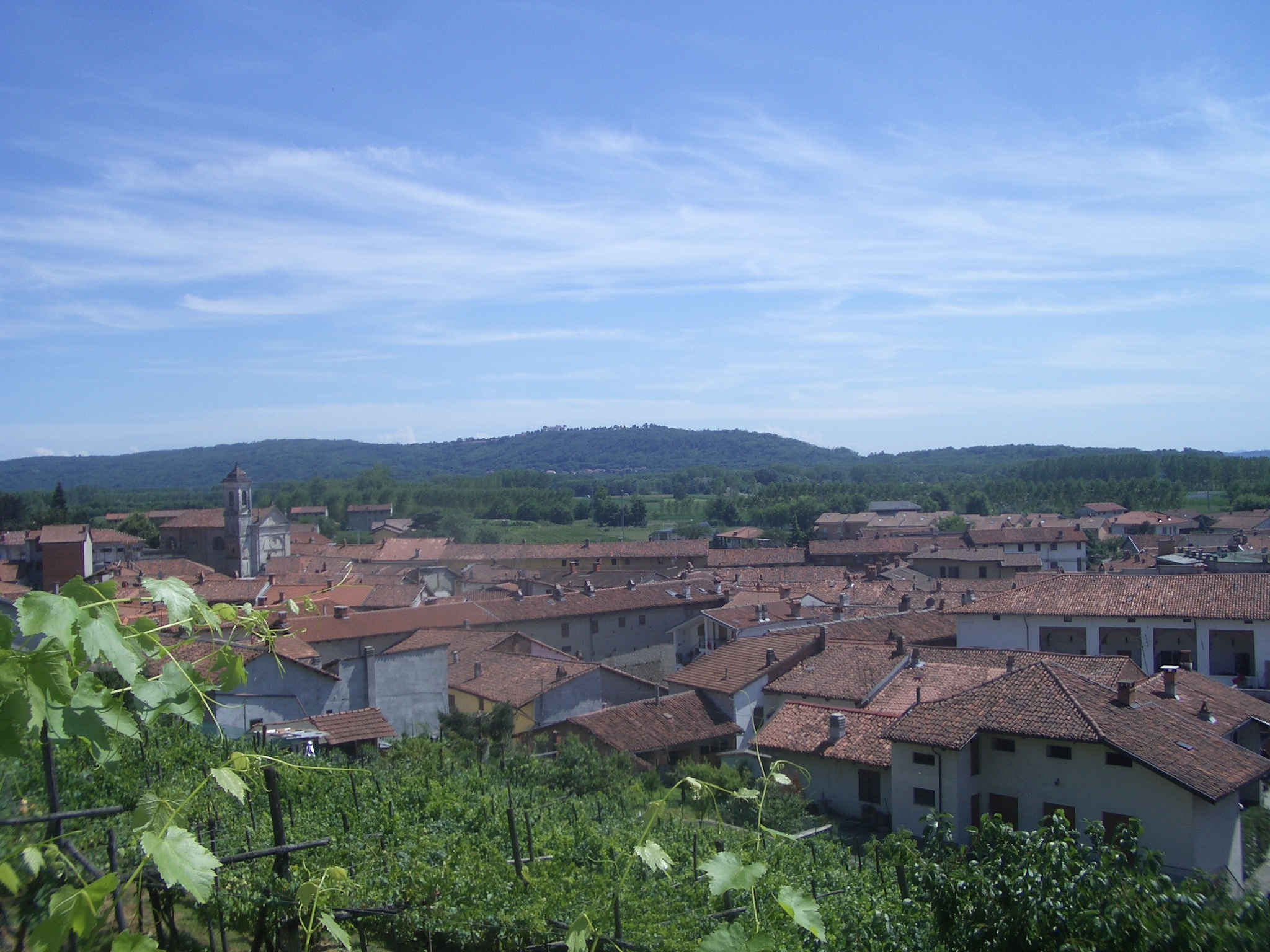
Panorama de la ciudad.
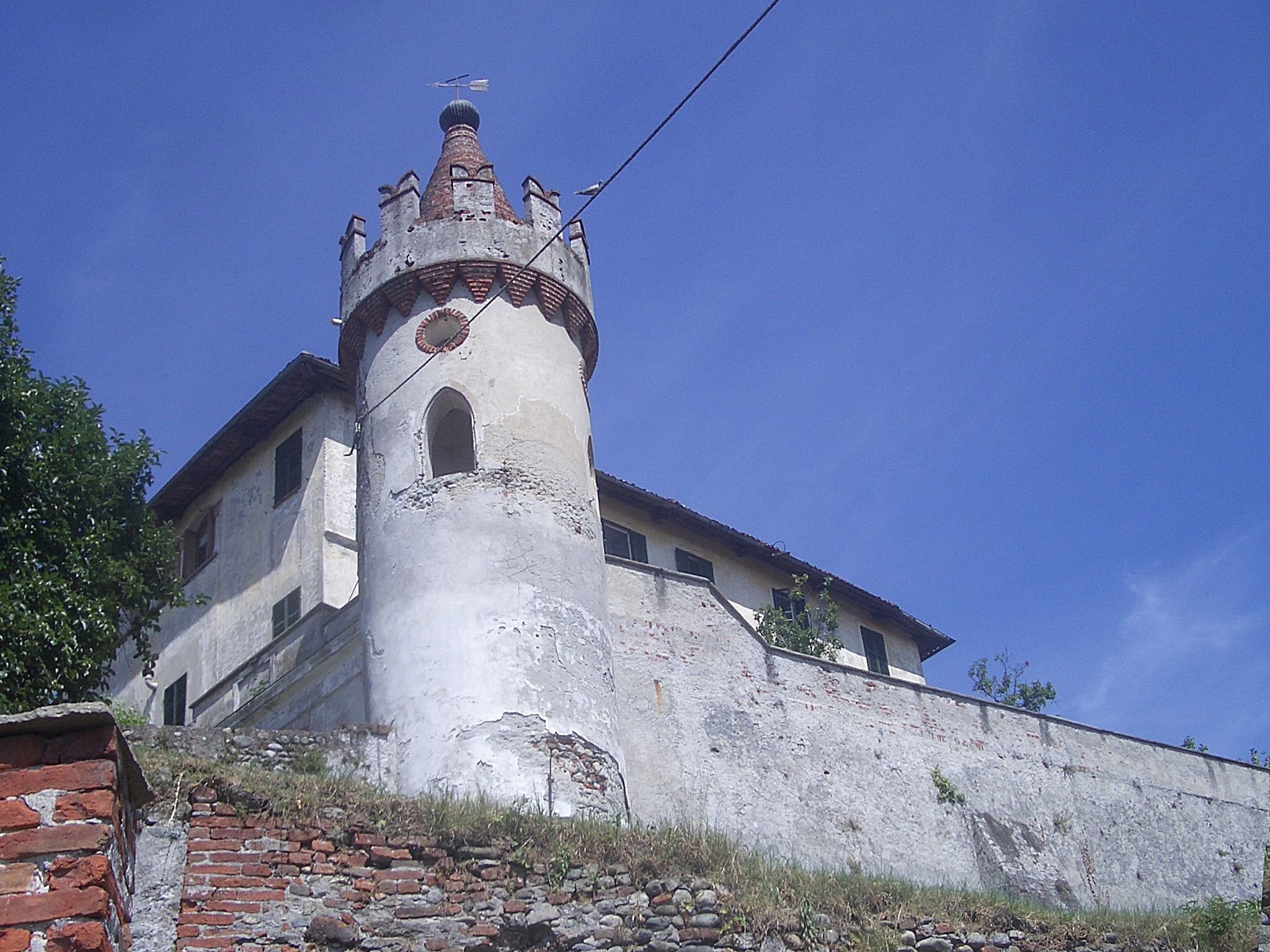
Castillo.